# The Westin Portland Harborview
The Westin Portland Harborview est un hôtel américain situé à Portland, dans le Maine. Cet établissement de Westin Hotels & Resorts est membre des Historic Hotels of America et des Historic Hotels Worldwide depuis 2016.